# Cape Peron (udde i Australien, Western Australia)
Cape Peron är en udde i Australien. Den ligger i kommunen Rockingham och delstaten Western Australia, omkring 39 kilometer sydväst om delstatshuvudstaden Perth.
Runt Cape Peron är det tätbefolkat, med 257 invånare per kvadratkilometer.. Närmaste större samhälle är Rockingham, nära Cape Peron. 
Genomsnittlig årsnederbörd är 1 018 millimeter. Den regnigaste månaden är maj, med i genomsnitt 176 mm nederbörd, och den torraste är februari, med 9 mm nederbörd.